# Епископ тимочки Мелентије
Мелентије Хиландарац (световно Љубомир Вујић; Осеченица, 27. јул 1857 — Света гора, 7. новембар 1921) био је епископ тимочки, хиландарски подвижник и српски богословски писац.

## Животопис
Љубомир Вујић, потоњи епископ тимочки и подвижник хиландарски Мелентије, рођен је у селу Осеченици код Ваљева 1857. године, од оца Живојина и мајке Ане. Основну школу завршава у Крчмару, а гимназију у Београду. Одмах после гимназије се замонашио (25. јуна 1877) у манастиру Враћевшници и добио монашко име Мелентије. Као монах завршава Београдску богословију 1883. године. На позив митрополита Михаила, изгнаног тада у Русију, одлази као питомац у Кијевску духовну академију, коју завршава 1887. По повратку постављен је за ректора у Призренској богословији. На предлог митрополита Михаила, Свети архијерејски сабор Српске православне цркве у Краљевини Србији изабрао га је за тимочког епископа и посветио 10. октобра 1891. године.
Као тимочки владика преосвећени Мелентије радио је више од 20 година. Упркос слабом здрављу, неуморно се трудио на подизању духовне свести у народу, нарочито против празноверица. Особито се трудио да побољша духовно, просветно и материјално стање свога свештенства. Настојао је да свештенство материјално обезбеди укидањем незгодног начина наплате свештеничке зараде, али у томе није успео. После 22 година рада затражио је умировљење (пензионисање), што му је одобрено 15. јуна 1913. Године 1913, одмах по разрешењу, одлази на Свету гору. Одлазећи са епархије, дао је следећу изјаву: „Одлазим са управе епархије стога што нисам био у стању да испуним своју дату реч парохијском свештенству за преуређење његовог материјалног стања. А одлазећи у Свету гору да тамо послужим манастиру Св. Хиландару, дајем своју српску владичанску реч да се нећу вратити на владичански положај све дотле док не чујем да је свештеничко стање обезбеђено на поузданој материјалној подлози“.
Преосвећени Мелентије није се више вратио на епархију, остао је у Светој гори. Свети владика Николај Велимировић описује његов живот на Светој гори као троструки подвиг: „на послу око исправљања самога себе, на послу око исправљања братства Хиландарског, и на послу писања поучних списа за Српски народ“.
Међу свештенством и народом је запамћен као благ и правичан човек.
После краће болести умро је 7. новембра 1921. године. Покопан је на хиландарском манастирском гробљу.

## Богословски рад
Владика Мелентије је и пре Хиландара, написао и објавио више пастирских, духовних, богословских и историјских радова, као што су: „Пастирске и празничне Посланице и Беседе"; „О Часном Крсту и крсном знаку"; „О Св. Тајнама по учењу Православне цркве са кратким разматрањем погрешних мишљења"; „Историјска заслуга Српског свештенства оба реда у служби Св. Православља и народа свога“, и др. У Хиландару је оставио иза себе приличан број дела у рукописима.
Његово најпознатије дело је књига „Духовно злато којим се небо купује“, која је до данас објављена у четири издања (1924, 1926, 1967, 1981). Књига је у ствари збирка мудрих изрека за духовни живот, понајвише од светих отаца. Издање из 1981. године објављено је под именом „Духовна градина ", у редакцији и са поговором епископа Атанасија Јевтића.